# Autogestión (de personas con discapacidad intelectual)
La autogestión se refiere a la iniciativa de personas con discapacidad intelectual o del desarrollo de defender sus propios derechos, tomar sus propias decisiones y practicar la autorrepresentación. Es una práctica que pretende el empoderamiento y un término fundamental en el movimiento por los derechos de estas personas.

## Historia de la autogestión
En 1985, La Liga Internacional de Asociaciones en favor de las Personas con Deficiencia Mental (ILSMH, actualmente denominada Inclusion International) difundió una toma de posición titulada "Participación en la vida de la familia y de la comunidad", que es uno de los documentos básicos de la historia de la autogestión.
En la Asamblea General de Inclusion International celebrada en Cork (Irlanda) en 2001, esta organización instaba a todas sus organizaciones miembros a “alentar a los autogestores a que participen en sus asuntos y en la toma de decisiones".

### En España
En los años 50 se crearon las primeras asociaciones por los derechos de las personas con discapacidad intelectual. Estas fueron creadas por familiares de las personas para las que trabajaban. Durante décadas su labor promovió el acceso a la educación y al empleo y en general una mejor calidad de vida, pero se hizo desde las decisiones que tomaban las familias, sin incorporar la opinión de las personas con discapacidad intelectual.
En 1996, el Congreso de Toledo de Plena Inclusión, entonces como conocido como FEAPS, impulsó un debate sobre la necesidad de promover la participación ciudadana de las personas con discapacidad intelectual. El modelo de calidad de vida de Robert Shalock y M. A. Verdugo y el debate sobre la terminología relacionada con la discapacidad intelectual dio pie al desarrollo de una mirada más individual, democrática y ciudadana, que fomenta la individualización de las necesidades de apoyos de cada una de las personas con discapacidad intelectual y el especial hincapié en fomentar la autodeterminación. Es decir, en lugar de poner foco solo en la discapacidad, se fomenta la consideración de la persona en su totalidad y en sus entornos naturales, entendiendo que, con los apoyos necesarios, toda persona puede progresar.
En 1998 se crearon los cinco primeros grupos de autogestión en asociaciones de Madrid, Pamplona, Sevilla, Vitoria y Murcia. En ellos participaban unas 50 personas con discapacidad intelectual y cada grupo contaba con una persona de apoyo sin discapacidad. En el año 2009, en España existían 281 grupos de autogestión en los que participaban 2946 personas. Se calcula que el 21,93% de las asociaciones contaban con al menos un grupo de autogestión.
Los grupos de autogestión sirven para que las personas con discapacidad tomen sus propias decisiones, pero también para que participen en asamblea, congresos, foros y otros actos de las organizaciones, preparando y planteando sus demandas y ofreciendo sus puntos de vistas. Además, difunden sus actividades a través de boletines, blogs, libros, programas de radio, etc.
En 2017, una consulta en la que participaron 1.395 personas con discapacidad intelectual, lanza el dato de que el 96% de las personas consultadas considera importante o muy importante que las personas con discapacidad intelectual o del desarrollo participen en la toma de decisiones de su asociación o fundación. Sin embargo, solo un 2% cree que los actuales grupos de autogestores y autogestoras que existen en muchas organizaciones garantizan o representan bien su opinión ante la entidad, mientras que un 28% piensa que para ello deben elegir a sus propios y propias representantes en cada centro, aula o taller; un 18% cree que deben participar directamente en las reuniones y/o asambleas y otro 10% cree que debe tener representación directa en los órganos de decisión como juntas directivas.

## Características de la autogestión
Según un informe global de Inclusión Internacional del año 2016, en el que participaron 87 organizaciones de 54 países, la autogestión consiste no solo en tener una voz, incluso cuando la persona no puede hablar, siendo escuchada y tomando el control de su propia vida.

### Empoderamiento personal y construcción de la confianza
La autogestión también consiste en conocer los derechos propios y en el hecho de que las personas con discapacidad intelectual deben ser incluidas en todos los ámbitos de la comunidad, igual que las personas sin discapacidad.
Para las personas con discapacidad intelectual, comienza con la construcción de la confianza y autoestima y el control de las decisiones sobre la propia vida. Aprender sobre el derecho a decidir es un paso fundamental en la vida de cada individuo, así lo indica el artículo 12 de la Convención Internacional sobre los Derechos de las Personas con Discapacidad.
Numerosos grupos de autogestión enfocan su trabajo por tanto en el empoderamiento y la construcción de la confianza necesaria y el control de la propia vida.

### Apoyo entre iguales y autoayuda
Las personas que forman parte de grupos de autogestión también se unen a estos grupos para escuchar y apoyar a otras en sus retos diarios.

### Activismo
Las personas que forman los grupos de autogestión comparten sus experiencias y retos, de manera que identifican injusticias comunes y temas prioritarios. Los grupos desarrollan además ideas en temas específicos y organizan acciones para que su voz sea escuchada y sus aportaciones contribuyan a realizar cambios en la sociedad.
Por ejemplo, uno de los aspectos que combaten son los estereotipos negativos sobre las capacidades de las personas con discapacidad intelectual, así como la legislación sobre sus derechos.
Algunas de estas acciones van desde escribir una carta o mantener reuniones con cargos políticos, campañas en medios de comunicación, participar en conferencias a presentarse como candidatas y candidatos en organizaciones o gobiernos.

## Funcionamiento
Los grupos de autogestión se forman con personas con discapacidad intelectual o del desarrollo. Generalmente cuentan con una persona de apoyo sin discapacidad intelectual. Habitualmente, se dirigen a personas con cierto nivel de autonomía, que precisan apoyos de tipo intermitente y limitado en las áreas de comunicación, habilidades sociales, vida en la comunidad y autodirección.